# Serie 181 a 186 de CP
La Serie 181 a 186, también identificada como Serie 180, fue una familia de locomotoras de tracción a vapor, utilizada por la Compañía de los Caminhos de Ferro Portugueses.

## Historia
Las locomotoras de esta Serie fueron construidas en las Oficinas de Santa Apolónia, entre 1910 y 1913, siendo la 181 fabricada de raíz, y las restantes a partir de la modificación de 5 locomotoras de tres ejes conjugados; estas alteraciones consistieron principalmente en la sustitución de la caldera por una nueva, con una mayor superficie de calentamiento, lo que permitía una mayor potencia, y en la instalación de un bisel delantero, para permitir mejores velocidades y soportar el aumento de peso. Estas locomotoras prestaron un excelente servicio durante su carrera, siendo la 182 la encargada de sustituir a las locomotoras de la Serie 261 a 272 en el remolque de los convoyes omnibus pesados.

## Características
Esta serie estaba compuesta por seis locomotoras a vapor con tender, numeradas de 181 a 186.

## Ficha técnica

### Características generales
- Número de unidades construidas: 6[1]
- Año de entrada en servicio: 1910-1913[1]
- Tipo de tracción: Vapor[1]
- Fabricante: Oficinas de Santa Apolónia[1]